# Khadija Shaw
Khadija Monifa Shaw (Spanish Town, Jamaica; 31 de enero de 1997) es una futbolista jamaiquina. Juega como delantera en Manchester City de la FA Women's Super League en donde es la máxima goleadora histórica. Es internacional con la Selección de Jamaica, de la cual también es la capitana, máxima goleadora histórica y la jugadora con más partidos de la historia de la selección. 
Tiene el récord conjunto de más hat tricks en la WSL y fue galardonada como Jugadora del Año de la CONCACAF en 2022.

## Fútbol universitario
Shaw jugó sus primeros dos años de universidad en Eastern Florida State College, ganando el First-Team NSCAA National Junior College Athletic Association All-American en 2016.
En 2017, se transfirió a la Universidad de Tennessee. Fue incluida en el First Team All-SEC en ambas temporadas con Tennessee y nombrada Jugadora Ofensiva del Año en su último año de universidad en 2018. Shaw decidió no entrar en el draft de la NWSL después de su etapa universitaria para explorar otras opciones de fichaje en Europa y Asia.

## Trayectoria

### Florida Krush (2018)
En 2018, Shaw jugó para el equipo semiprofesional de la WPSL, Florida Krush.

### Bordeaux (2019-2021)
El 7 de junio de 2019, Shaw firmó por el Bordeaux de la Division 1 Féminine francesa, con un contrato por dos años.
Debutó profesionalmente el 25 de agosto de 2019 con Bordeaux contra el FC Fleury 91, marcando dos goles en la victoria 4 a 1. En su segundo partido, repitió el doblete, esta vez contra el Dijon FCO. En su primera temporada, marcó 10 goles y 5 asistencias en 15 partidos.
En la quinta fecha de su segunda temporada, anotó cuatro goles en la victoria 6-1 frente al FC Fleury 91. Más tarde, marcó un triplete en la victoria 5-1 contra el Dijon FCO en la Fecha 7 y otro en la Fecha 14 frente al Stade de Reims, que resultó en una goleada 7-1. Su rendimiento y capacidad goleadora le llevaron a ser nombrada Jugadora del Mes en octubre de 2020 y enero de 2021. Shaw acabó su segunda temporada de liga con 22 goles y 7 asistencias en 20 partidos, se llevó el balón de oro de la liga, sobrepasando a Marie-Antoinette Katoto por un gol y ganó un lugar en el Equipo del Año de la temporada 2020-2021. Fue nominada como mejor jugadora de la temporada por Trophées UNFP du fútbol y Trophées FFF D1 Féminine, pero ambos premios terminaron en manos de Kadidiatou Diani.

### Manchester City (2021-)
El 17 de junio de 2021, Manchester City anunció el fichaje de Shaw con un contrato de tres años.

## Selección nacional
Shaw ha jugado para Jamaica en las categorías sub-15, sub-17 y sub-20. Debutó con la selección mayor de Jamaica cuando tenía 18 años, el 23 de agosto de 2015. El día de su debut marcó un doblete en el triunfo 6-0 contra República Dominicana.  
Shaw fue parte del equipo jamaicano que, en el 2018, consiguió la clasificación a la Copa Mundial de 2019, convirtiéndose en el primer equipo del Caribe en clasificar a una Copa Mundial Femenina.

### Goles como internacional
Scores and results list Jamaica's goal tally first
| Nro. | Fecha                   | Estadio                                                   | Oponente                             | Gol  | Resultado | Competición                                                                   |
| ---- | ----------------------- | --------------------------------------------------------- | ------------------------------------ | ---- | --------- | ----------------------------------------------------------------------------- |
| 1    | 23 de agosto de 2015    | Estadio Panamericano, San Cristóbal, República Dominicana | República Dominicana                 | 1–0  | 6–0       | Clasificación para Preolímpico Femenino de Concacaf de 2016                   |
| 2    | 23 de agosto de 2015    | Estadio Panamericano, San Cristóbal, República Dominicana | República Dominicana                 | 3–0  | 6–0       | Clasificación para Preolímpico Femenino de Concacaf de 2016                   |
| 3    | 25 de agosto de 2015    | Estadio Panamericano, San Cristóbal, República Dominicana | Dominica                             | 3–0  | 13–0      | Clasificación para Preolímpico Femenino de Concacaf de 2016                   |
| 4    | 9 de mayo de 2018       | Stade Sylvio Cator, Port-au-Prince, Haití                 | Guadalupe                            | 1–0  | 13–0      | Clasificación para Copa de Oro Femenina de la Concacaf de 2018                |
| 5    | 9 de mayo de 2018       | Stade Sylvio Cator, Port-au-Prince, Haití                 | Guadalupe                            | 4–0  | 13–0      | Clasificación para Copa de Oro Femenina de la Concacaf de 2018                |
| 6    | 9 de mayo de 2018       | Stade Sylvio Cator, Port-au-Prince, Haití                 | Guadalupe                            | 5–0  | 13–0      | Clasificación para Copa de Oro Femenina de la Concacaf de 2018                |
| 7    | 9 de mayo de 2018       | Stade Sylvio Cator, Port-au-Prince, Haití                 | Guadalupe                            | 7–0  | 13–0      | Clasificación para Copa de Oro Femenina de la Concacaf de 2018                |
| 8    | 9 de mayo de 2018       | Stade Sylvio Cator, Port-au-Prince, Haití                 | Guadalupe                            | 9–0  | 13–0      | Clasificación para Copa de Oro Femenina de la Concacaf de 2018                |
| 9    | 9 de mayo de 2018       | Stade Sylvio Cator, Port-au-Prince, Haití                 | Guadalupe                            | 11–0 | 13–0      | Clasificación para Copa de Oro Femenina de la Concacaf de 2018                |
| 10   | 11 de mayo de 2018      | Stade Sylvio Cator, Port-au-Prince, Haití                 | Martinica                            | 3–0  | 3–0       | Clasificación para Copa de Oro Femenina de la Concacaf de 2018                |
| 11   | 13 de mayo de 2018      | Stade Sylvio Cator, Port-au-Prince, Haití                 | Haití                                | 2–2  | 2–2       | Clasificación para Copa de Oro Femenina de la Concacaf de 2018                |
| 12   | 19 de julio de 2018     | Estadio Moderno Julio Torres, Barranquilla, Colombia      | Venezuela                            | 1–0  | 1–2       | Torneo femenino de fútbol en los Juegos Centroamericanos y del Caribe de 2018 |
| 13   | 21 de julio de 2018     | Estadio Moderno Julio Torres, Barranquilla, Colombia      | Costa Rica                           | 1–0  | 1–2       | Torneo femenino de fútbol en los Juegos Centroamericanos y del Caribe de 2018 |
| 14   | 25 de agosto de 2018    | National Stadium, Kingston, Jamaica                       | Antigua y Barbuda                    | 3–0  | 9–0       | Clasificación para Copa de Oro Femenina de la Concacaf de 2018                |
| 15   | 25 de agosto de 2018    | National Stadium, Kingston, Jamaica                       | Antigua y Barbuda                    | 5–0  | 9–0       | Clasificación para Copa de Oro Femenina de la Concacaf de 2018                |
| 16   | 25 de agosto de 2018    | National Stadium, Kingston, Jamaica                       | Antigua y Barbuda                    | 6–0  | 9–0       | Clasificación para Copa de Oro Femenina de la Concacaf de 2018                |
| 17   | 27 de agosto de 2018    | National Stadium, Kingston, Jamaica                       | Bermudas                             | 3–0  | 4–0       | Clasificación para Copa de Oro Femenina de la Concacaf de 2018                |
| 18   | 31 de agosto de 2018    | National Stadium, Kingston, Jamaica                       | Trinidad y Tobago                    | 2–1  | 4–1       | Clasificación para Copa de Oro Femenina de la Concacaf de 2018                |
| 19   | 31 de agosto de 2018    | National Stadium, Kingston, Jamaica                       | Trinidad y Tobago                    | 3–1  | 4–1       | Clasificación para Copa de Oro Femenina de la Concacaf de 2018                |
| 20   | 2 de septiembre de 2018 | National Stadium, Kingston, Jamaica                       | Cuba                                 | 2–0  | 6–1       | Clasificación para Copa de Oro Femenina de la Concacaf de 2018                |
| 21   | 2 de septiembre de 2018 | National Stadium, Kingston, Jamaica                       | Cuba                                 | 5–0  | 6–1       | Clasificación para Copa de Oro Femenina de la Concacaf de 2018                |
| 22   | 8 de octubre de 2018    | H-E-B Park, Edinburg, Estados Unidos                      | Costa Rica                           | 1–0  | 1–0       | Copa de Oro Femenina de la Concacaf de 2018                                   |
| 23   | 11 de octubre de 2018   | H-E-B Park, Edinburg, Estados Unidos                      | Cuba                                 | 1–0  | 9–0       | Copa de Oro Femenina de la Concacaf de 2018                                   |
| 24   | 17 de octubre de 2018   | Toyota Stadium, Frisco, Estados Unidos                    | Panamá                               | 1–0  | 2–2       | Copa de Oro Femenina de la Concacaf de 2018                                   |
| 25   | 3 de marzo de 2019      | Catherine Hall Sports Complex, Montego Bay, Jamaica       | Chile                                | 1–1  | 3–2       | Amistoso                                                                      |
| 26   | 3 de marzo de 2019      | Catherine Hall Sports Complex, Montego Bay, Jamaica       | Chile                                | 2–1  | 3–2       | Amistoso                                                                      |
| 27   | 7 de abril de 2019      | Moses Mabhida Stadium, Johannesburgo, Sudáfrica           | Sudáfrica                            | 1–1  | 1–1       | Amistoso                                                                      |
| 28   | 19 de mayo de 2019      | National Stadium, Kingston, Jamaica                       | Panamá                               | 1–0  | 3–1       | Amistoso                                                                      |
| 29   | 19 de mayo de 2019      | National Stadium, Kingston, Jamaica                       | Panamá                               | 2–0  | 3–1       | Amistoso                                                                      |
| 30   | 28 de mayo de 2019      | Hampden Park, Glasgow, Escocia                            | Escocia                              | 1–0  | 2–3       | Amistoso                                                                      |
| 31   | 28 de mayo de 2019      | Hampden Park, Glasgow, Escocia                            | Escocia                              | 2–2  | 2–3       | Amistoso                                                                      |
| 32   | 4 de octubre de 2019    | National Stadium, Kingston, Jamaica                       | Barbados                             | 7–0  | 7–0       | Clasificación para Preolímpico Femenino de Concacaf de 2020                   |
| 33   | 6 de octubre de 2019    | National Stadium, Kingston, Jamaica                       | Santa Lucía                          | 1–0  | 11–0      | Clasificación para Preolímpico Femenino de Concacaf de 2020                   |
| 34   | 6 de octubre de 2019    | National Stadium, Kingston, Jamaica                       | Santa Lucía                          | 3–0  | 11–0      | Clasificación para Preolímpico Femenino de Concacaf de 2020                   |
| 35   | 6 de octubre de 2019    | National Stadium, Kingston, Jamaica                       | Santa Lucía                          | 6–0  | 11–0      | Clasificación para Preolímpico Femenino de Concacaf de 2020                   |
| 36   | 8 de octubre de 2019    | National Stadium, Kingston, Jamaica                       | Islas Vírgenes de los Estados Unidos | 1–0  | 7–0       | Clasificación para Preolímpico Femenino de Concacaf de 2020                   |
| 37   | 8 de octubre de 2019    | National Stadium, Kingston, Jamaica                       | Islas Vírgenes de los Estados Unidos | 3–0  | 7–0       | Clasificación para Preolímpico Femenino de Concacaf de 2020                   |
| 38   | 8 de octubre de 2019    | National Stadium, Kingston, Jamaica                       | Islas Vírgenes de los Estados Unidos | 4–0  | 7–0       | Clasificación para Preolímpico Femenino de Concacaf de 2020                   |
| 39   | 8 de octubre de 2019    | National Stadium, Kingston, Jamaica                       | Islas Vírgenes de los Estados Unidos | 5–0  | 7–0       | Clasificación para Preolímpico Femenino de Concacaf de 2020                   |
| 40   | 8 de octubre de 2019    | National Stadium, Kingston, Jamaica                       | Islas Vírgenes de los Estados Unidos | 7–0  | 7–0       | Clasificación para Preolímpico Femenino de Concacaf de 2020                   |
| 41   | 4 de febrero de 2020    | H-E-B Park, Edinburg, Estados Unidos                      | San Cristóbal y Nieves               | 1–0  | 7–0       | Preolímpico Femenino de Concacaf de 2020                                      |
| 42   | 4 de febrero de 2020    | H-E-B Park, Edinburg, Estados Unidos                      | San Cristóbal y Nieves               | 4–0  | 7–0       | Preolímpico Femenino de Concacaf de 2020                                      |

## Palmarés

### Títulos nacionales
| Título                | Club            | País       | Año     |
| --------------------- | --------------- | ---------- | ------- |
| FA Women's League Cup | Manchester City | Inglaterra | 2021-22 |

### Distinciones individuales
- Mejor Once de la Concacaf (Premios de la Concacaf): 2018
- Trophées FFF D1 Féminine - Equipo del Año: 2020-2021
- Máxima Goleadora de la Division 1 Féminine: 2020-2021
- Mejor Once del Campeonato Femenino de la Concacaf: 2022
- Mejor Once de la Concacaf (IFFHS): 2022[21]
- Jugadora del Año de la Concacaf: 2022

### Distinciones honoríficas
- Comandante de la Orden de Distinción: 2020[22]